# 岡本駿
岡本 駿（おかもと しゅん、2002年6月12日 - ）は、徳島県勝浦郡勝浦町出身のプロ野球選手（投手）。右投左打。広島東洋カープ所属。

## 経歴

### プロ入り前
徳島県勝浦郡勝浦町出身。近所のお兄ちゃんに誘われたことがきっかけで、横瀬小学校の2年時に勝浦タイガーススポーツ少年団で野球を始める。当時はサッカーをしていたが、練習で始めた父とのキャッチボールが楽しく、そこから野球にのめり込んでいったという。勝浦中学校時代は軟式野球部でプレーした。小・中学校時代は内野手（主に遊撃手）兼投手との扱いであった。城南高等学校時代は1年秋からベンチ入りし、3年夏に行われた県独自大会では8強入り。甲子園への出場経験はない。高校時代は主に一塁手や三塁手、遊撃手を守る内野手であり、「4番・遊撃手」として出場していたが、投手を務めることもあった。
大学は甲南大学経営学部に入学。大学入学時の球速は130 km/h後半であった。大学では投手一本で勝負することを決め、1年春からリーグ戦に登板していたが、5回以降に狙い球を打たれることが多かった。1年秋にはリーグ戦初勝利を挙げたり、第4節の大阪体育大学戦で5安打6奪三振2四死球で初完投初完封を記録したりするなど、2勝3敗で規定投球回に到達し、防御率2.53の成績だった。2年秋には2部西リーグベストナインを受賞した。3年秋のリーグ戦、大阪体育大学戦では8回まで無安打無失点の投球を見せた。2024年春は4月6日に行われた開幕戦、関西外国語大学戦で6安打1四球で1年秋以来の完封勝利を挙げる。この投球をしたことで、だんだんと「もしかしたらプロに行けるかもしれない」と考えるようになったとのちに語った。しかし、4月には腰痛を発症し春は2試合の登板に終わる。3か月戦列を離れていたが、秋季リーグ戦前に復帰。秋季リーグ戦のオープン戦でも146 km/hを記録するなど、順調な回復を見せた。9月7日に行われた開幕戦の大阪産業大学戦でNPB6球団のスカウトが見守る中7回105球を投げ5安打無失点の快投を見せ、同日にプロ志望届を提出。同季2度目の登板となる9月14日の関西外国語大学戦では3球団のNPBスカウトが見守る中1回に二死満塁のピンチを作りながら5回まで無失点に抑え、6回に2点適時二塁打を打たれ2失点、7回2失点の好投を見せたが、7四球を記録し敗戦投手となった。10月13日の大阪体育大学戦では3-2の5回に逆転2点本塁打を打たれ、延長10回を完投するもチームは敗戦し、優勝の可能性が消滅した。10月17日の関西国際大学戦では5点ビハインドの7回裏二死三塁の場面で大学最後の登板に臨み、1回1/3を投げ無失点。10月18日の時点で5球団から調査書が届いていた。8季で通算39試合に出場し、計186回に登板。14勝12敗、143奪三振、防御率2.66の成績を記録した。
2024年10月24日に行われたプロ野球ドラフト会議において広島東洋カープから3位指名を受けた。11月14日に兵庫県芦屋市内のホテルで仮契約。契約金5000万円、年俸1000万円（推定）。背番号は53。甲南大学初のプロ野球選手となった。城南高校出身の選手のドラフト指名は初であり、地元によると勝浦町出身のプロ野球選手も初であるという。担当スカウトは鞘師智也。

### 広島時代
2025年は春季一軍キャンプに参加。キャンプ第1クールでは打撃投手として、第2クールの10日にはシート打撃にそれぞれ登板した。2月19日の練習試合・千葉ロッテマリーンズ戦では5回から3番手で対外試合初登板し、寺地隆成から三球三振、友杉篤輝と池田来翔からも三振を奪い3者連続三振で、1回無失点に抑えた。2月23日に行われた甲南大学野球部70周年式典では、キャンプ地からビデオメッセージを寄せた。2月24日の読売ジャイアンツ戦では8回にオープン戦初登板し、先頭の浅野翔吾から三振を奪い、対外試合4者連続奪三振となった。その後中山礼都に安打を許すものの、次の秋広優人を併殺に打ち取り1回無失点で切り抜けた。最終的にオープン戦では6試合に登板して自責点1、防御率1.29の成績を残し、開幕一軍に抜擢された。その後、開幕戦となる3月28日の対阪神タイガース戦でプロ初登板を果たし、1回を無失点に抑えた。4月20日の対阪神タイガース戦（阪神甲子園球場）では8回裏に登板し、一死一二塁の場面で投じた初球が坂本誠志郎の頭部に当たり、危険球退場となった。5月1日の対読売ジャイアンツ戦では同点の12回裏に登板するも、吉川尚輝に適時三塁打を打たれプロ初黒星を喫した。5月13日の対読売ジャイアンツ戦では同点の延長12回表に登板し、前回対戦時に安打を打たれたトレイ・キャベッジを右飛に打ち取るなど無失点に抑えると、その裏にエレフリス・モンテロが適時打を放ちサヨナラで勝利を収めたため、プロ初勝利が記録された。

## 選手としての特徴・人物
速球の最高球速は151km/h。変化球はスライダー、カットボール、チェンジアップ、ツーシーム、フォークを持っている。武器は力感のないフォームから繰り出される質が高くキレのある速球と鋭いカットボール、チェンジアップ。ツーシームは、2024年春から本格的に投げ始めた。2025年にはツーシームについて当時の広島の監督である新井貴浩に「スプリットと見極めづらいと思う」と評価された。岡本によると、東浜巨や山崎康晃などが投じるいわゆる「亜大ツーシーム」を参考にしているという。投球フォームは則本昂大を参考にしている。自身のアピールポイントは高身長から投げる速球とゲームメイク力。担当スカウトの鞘師智也らからは、将来性を高く評価されている。
城南高等学校時代に甲南大監督の谷口純司が長身遊撃手である岡本を見るため徳島に訪れたが、動きの粗さから谷口には遊撃手には向いていないと思われた。しかし、谷口は打撃が良ければ取ろうと考え、スポーツ推薦候補として3年夏の練習会に参加。その際、谷口は打撃の飛距離ではなく、キャッチボールにおいて野手離れした球を投げることに惹かれ、投手としてスポーツ推薦することを決めた。岡本は物事を深く考えるタイプではなく、就職に有利なことから甲南大学入学を選び、2024年春頃までは就職活動と野球を両立していた。岡本自身、入学当初は遊撃手に未練があったと話すも、打撃練習で三球三振を喫し、遊撃手を諦めたという。
投手転向当初は、のちに「フォームや体力面を含め、初めは全然投手になっていなかった」と谷口は話すなど、岡本自身でも「野手のようなフォームで投げていた」と話す投球フォームや体力面のほか、制球や変化球にも課題を抱えていた。体力面は、走り込みによって鍛えた。
遊撃手の経験が投手に活きることもあったという。高校の時に遠投で105 mを投げたこともあり、同級生の中では強かったという。2024年現在の遠投は110 m。指揮官によると、本来投手は助言を受け入れず、自分の考えが絶対というタイプが多いが、野手出身だからこその素直な性格で積極的に先輩から助言を聞き入れたり、専門家のSNSを確認したりしたことが岡本を成長させたという。また、内野手出身であることから守備や牽制にも自信がある。
大学1年時、当時関西国際大学4年の翁田大勢（プロ入り後の登録名は「大勢」）がリーグ戦で登板した際の投球を見て、速球やフォーク、スライダーに衝撃を受け、阪神大学野球リーグの先輩として憧れている。仮契約後には、「あれくらい応援される選手になりたい」「僕も日本を背負う投手になりたい」と話した。
打撃については、「あまり引っ張ることがなく、センター返しや流し打ちが得意」と自己分析する。仮契約時には、自身が目標とする大瀬良大地や森下暢仁と同じく、「いつか本塁打を打ちたい」と、打てる投手への気持ちを口にした。
甲南大学の卒業論文では「カープの経営史」についてまとめたという。この経験を通して「自分の手で広島を盛り上げられるように頑張りたい」と語った。
50 m走は6秒4。
広島監督の新井貴浩は、岡本の強心臓ぶりを「ルーキーらしからぬいいピッチング」と評価している。

## 詳細情報

### 記録

#### 初記録
投手記録
- 初登板：2025年3月28日、対阪神タイガース1回戦（MAZDA Zoom-Zoom スタジアム広島）、9回表に4番手で救援登板・完了、1回無失点[45]
- 初奪三振：同上、村上頌樹から見逃し三振
- 初勝利：2025年5月13日、対読売ジャイアンツ7回戦（MAZDA Zoom-Zoom スタジアム広島）、12回表に8番手で救援登板・完了、1回無失点[48]
- 初ホールド：2025年5月20日、対東京ヤクルトスワローズ6回戦（MAZDA Zoom-Zoom スタジアム広島）、5回表二死に2番手で救援登板、1/3回を無失点

### 背番号
- 53（2025年[32] - ）